# Fuller Building
Das Fuller Building ist ein im Stil des Art déco errichteter Wolkenkratzer in Manhattan in New York City. Er ist nach dem Begründer der Fuller Construction Company, dem Architekten und Bauunternehmer George A. Fuller (1851–1900) benannt. Sein Nachfolger Harry S. Black ließ 1902 das Flatiron Building als Firmensitz errichten und verlegte diesen im Jahr 1929 in das heutige Fuller Building.

## Lage
Das Bürohochhaus befindet sich an der Nordostecke der Madison Avenue und 57th Street im Viertel Turtle Bay in Midtown Manhattan. Jenseits der 57th Street steht dem Fuller Building gegenüber der 427 m hohe Super-Wolkenkratzer 432 Park Avenue. Weitere nennenswerte Nachbargebäude sind östlich anschließend das 5-Sterne-Hotel Four Seasons Hotel New York und der 182 m hohe Büroturm 590 Madison Avenue schräg gegenüber in der Madison Avenue. Lediglich zwei Blocks nordwestlich liegen der Central Park mit der Grand Army Plaza und das Hotel The Plaza.

## Beschreibung
Das Fuller Building wurde im Art-déco-Stil von Architekten des Architekturbüros Walker & Gillette entworfen und von 1928 bis 1929 errichtet. Die Eröffnung fand am 7. September 1929 statt. Der Wolkenkratzer hat 40 Etagen und eine offizielle Höhe von 150 m (492,13 Fuß). Gemäß den 1916 erlassenen Bauvorschriften weist das Gebäude zahlreiche Rücksprünge (Setbacks) und Absätze aus, wodurch sich der Baukörper allmählich nach oben verjüngt und in einen nahezu quadratischen Turm übergeht, der eine stufenförmige Krone, ähnlich einem Zikkurat, mit mesoamerikanischen geometrischen Muster aus schwarz glasierter Terrakotta aufweist. Der sechsstöckige Sockel nimmt das gesamte Grundstück ein. Die Fassade des Sockels ist mit schwarzem Granit verkleidet und enthält bronzene Querriegel, große Schaufenster für Geschäfte sowie große Fenster für die dort befindlichen Kunstgalerien. Ab der siebenten Etage besteht die Fassade aus hellem Ziegel- und Kalkstein. Die Lobby im Erdgeschoss ist mit Marmorwänden, Bronzedetails und Mosaikböden ausgestaltet. Das drei Etagen hohe Eingangsportal, das von Skulpturen von Elie Nadelman gekrönt ist, befindet sich in der 57th Street.
Das Fuller Building beherbergt mehrere Kunstgalerien, darunter die „Pierre Matisse Gallery“, die „Hirschl & Adler Gallery“ und „Adelson Gallery“, die meist die Adresse „41 East 57th Street“ benutzen, während die Büros die Adresse „595 Madison Avenue“ haben. In den beiden ersten Etagen befinden sich 13.000 Quadratmeter Einzelhandelsfläche. Seit seiner Fertigstellung gab es mehrere Besitzerwechsel, ehe der Wolkenkratzer 1999 vom Vornado Realty Trust erworben wurde und der bis heute der Eigentümer ist (Stand 2023). Das Gebäude wurde 2003 komplett und 2011 die Lobby renoviert. Das Fuller Building wurde am 18. März 1986 von der New Yorker Landmarks Preservation Commission zum Wahrzeichen der Stadt erklärt. Das Gebäude besitzt in der Nachhaltigkeit die LEED-Gold-Zertifizierung.

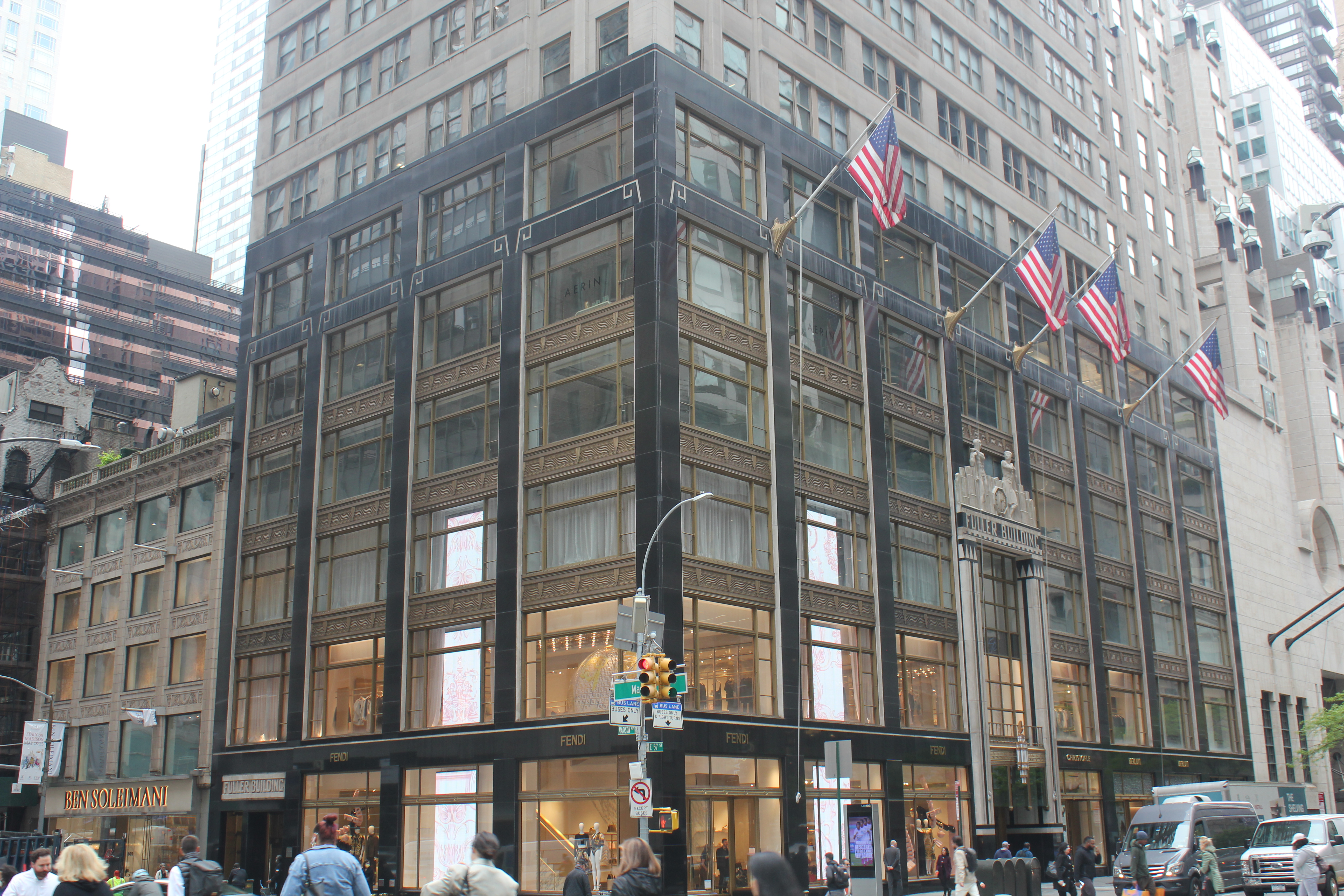
Der Gebäudesockel mit Geschäften im Mai 2022
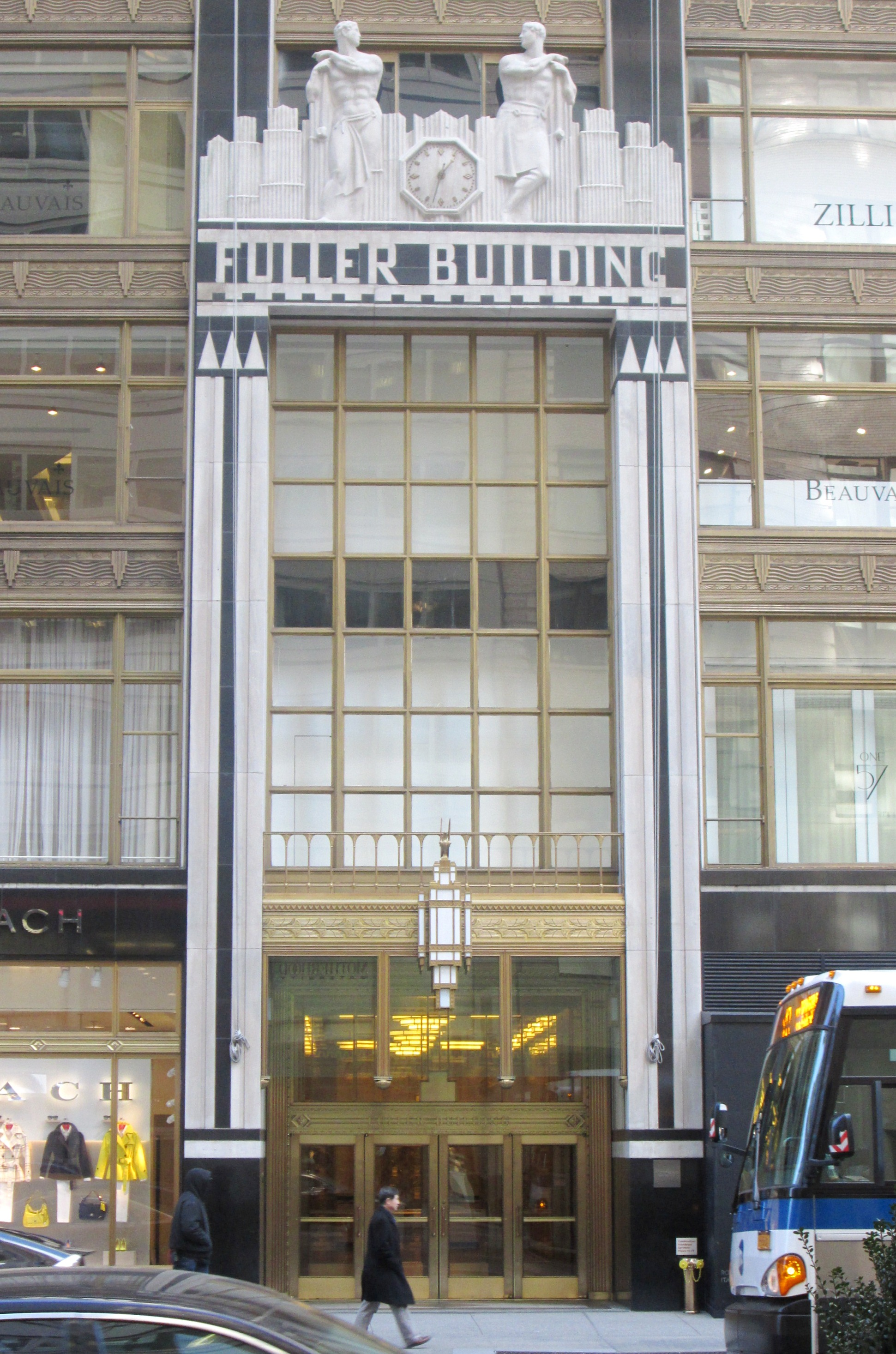
Das hohe Eingangsportal in der 57th Street
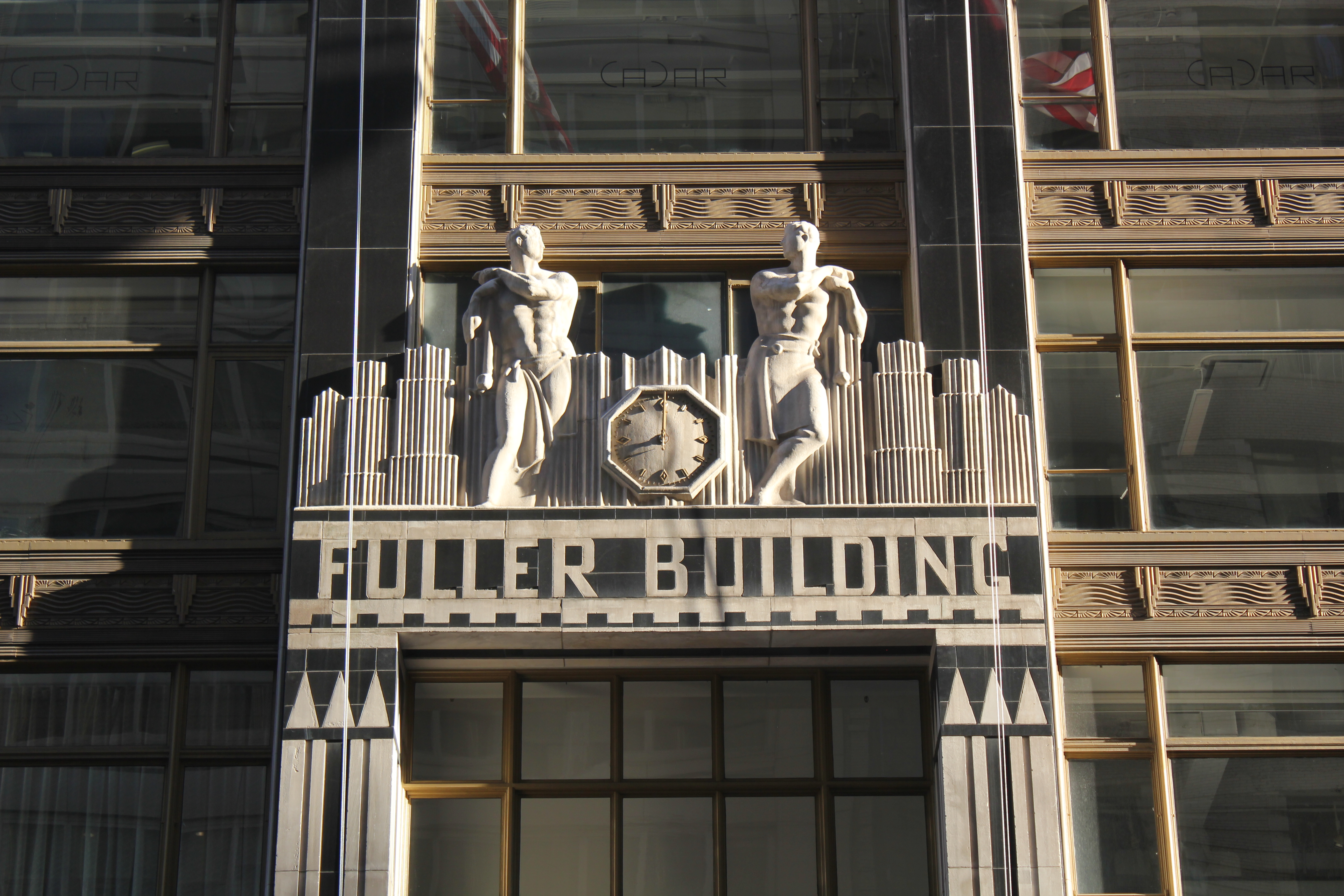
Skulpturen von Elie Nadelman über dem Portal
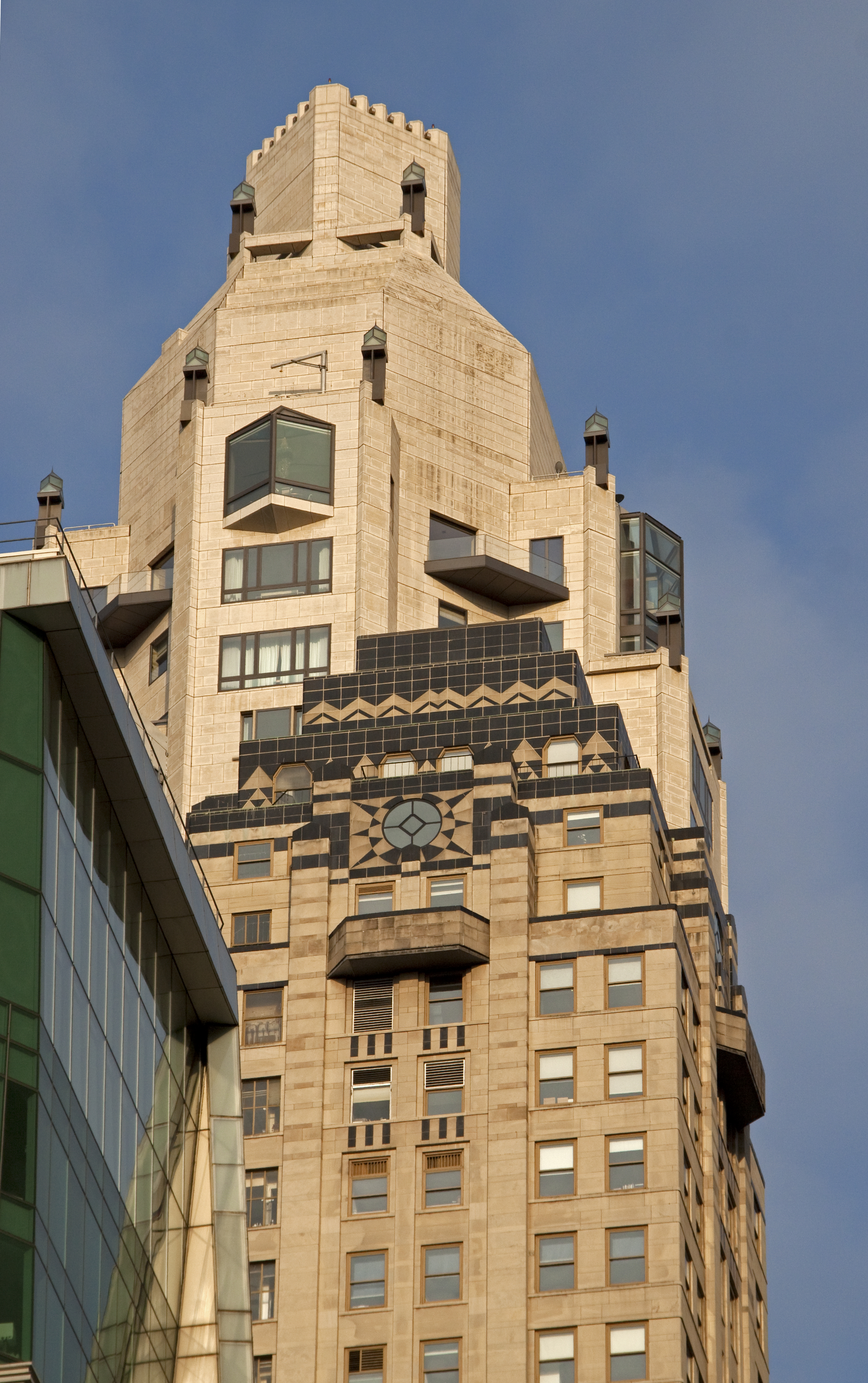
Die Turmkrone (Mitte), dahinter das Four Seasons Hotel
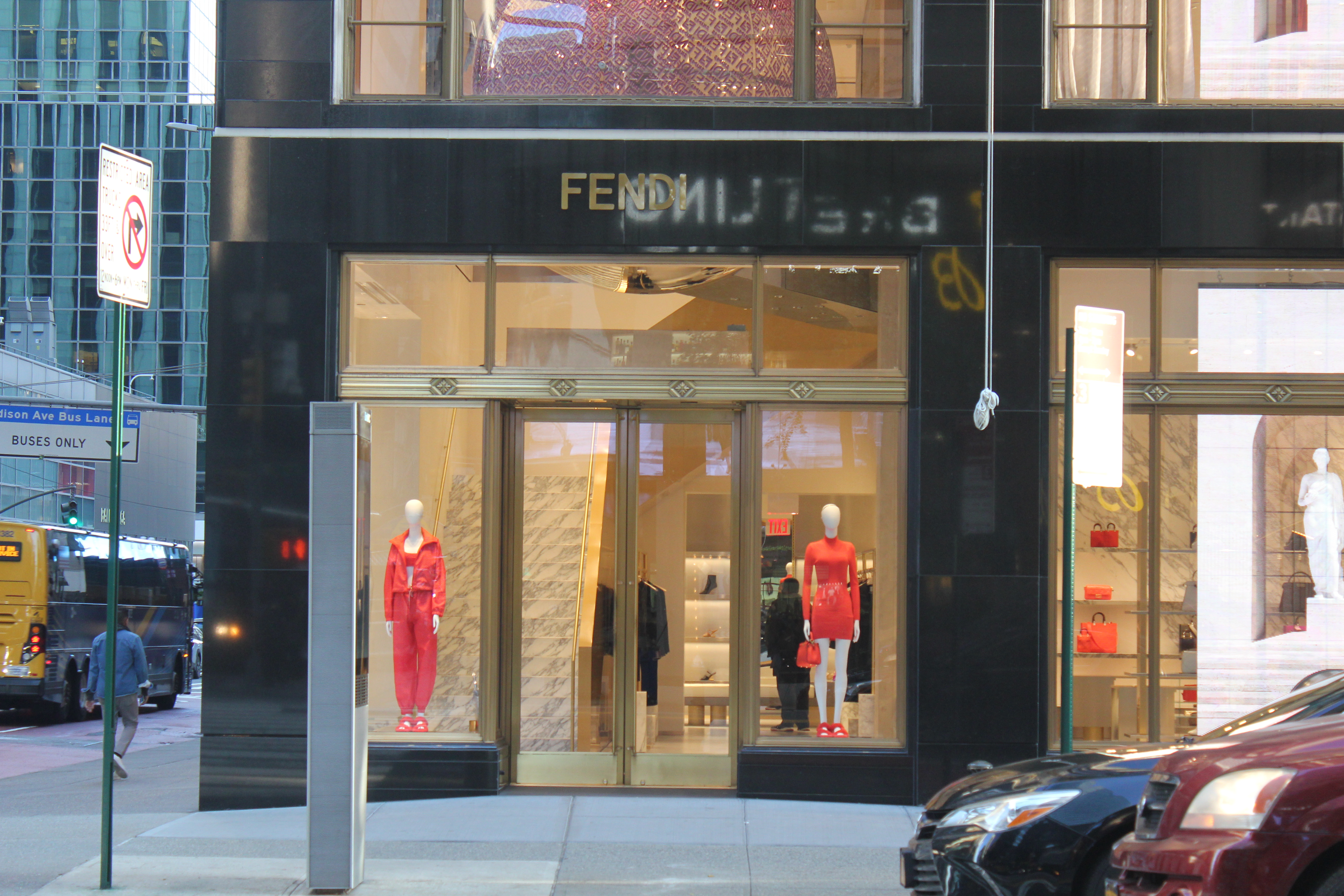
Fendi-Shop